# Vittorio Trento
Vittorio Trento (Venècia, 1761 - Lisboa, 1833) fou un compositor italià.
Fou deixeble de Bertoni i als dinou anys ja començà a escriure balls que es representaren amb èxit. Va ser el primer acompanyant del teatre San Samuel i després de La Fenice de la seva ciutat natal, i el 1806 el cridaren a Amsterdam com a director de l'Òpera italiana; més tard prengué la direcció de l'Òpera de Lisboa, més tard residí una temporada a Itàlia, i de 1821 a 1823 tornà a dirigir l'Òpera de Lisboa. A partir de 1825 no se'n sap res d'aquest fecund artista, que va escriure 38 balls i 36 òperes.
Entre aquestes cal mencionar: 
- Martino della Scala (Venècia, 1783);
- La virtú riconosciuta (Verona, 1785);
- Enrichetta (Venècia, 1788);
- Il seraglio (Venècia, 1788);
- La forza dell'amore (Venècia, 1789);
- Demofonte, Teresa, vedova, Il cognato in contera (Pàdua, 1791);
- Alsino di Trento, Gli assassini, aquesta última considerada com la seva millor obra (Venècia, 1801);
- La fe della nelle selve, Ifigenia in Aulide, Robinsone secondo, La dona giudice, Tutto per inganno, I fratelli Maccabei (Roma, 1818);
- Il principe della nuova China (1819);
- Le nove ausazone (Roma, 1821);
- Giulio Sabino in Langres (1824);
- Le gelosie villane (Florència, 1825).